# Patricia A. McKillip
Patricia Anne McKillip (Salem, 29 febbraio 1948 – 6 maggio 2022) è stata una scrittrice statunitense, conosciuta soprattutto per le sue opere di genere fantasy.

## Biografia
McKillip nacque in Oregon da coniugi Wayne McKillip e Helen Roth e trascorse parte della sua giovinezza anche in Germania e Regno Unito. Nel corso degli anni Settanta svolse universitari di lingua e letteratura inglese, conseguendo il baccelliere presso il College of Notre Dame di Belmont in California e il master alla San Jose State University di San Jose; nello stesso periodo iniziò a comporre narrativa fantastica per l'infanzia e a ventisei anni pubblicò il suo primo romanzo per pubblico adulto, La Maga di Eld (The Forgotten Beasts of Eld), insignito del prestigioso World Fantasy Award nel 1975; si dedicò quindi alla composizione dell'apprezzata trilogia del Signore degli enigmi, il cui terzo volume le valse il Premio Locus per il miglior romanzo fantasy nel 1980.
Dopo un periodo a San Francisco McKillip si trasferì a Coos Bay, nel natio Oregon, assieme al marito, lo scrittore e poeta David Lunde, e a partire dal 1994 smise di comporre cicli di romanzi, producendo esclusivamente opere auto-conclusive; nel 2008 le fu assegnato il World Fantasy Award alla carriera.
È deceduta all'età di settantaquattro anni.

## Opere

### Il signore degli enigmi
La trilogia è stata riunita per la prima volta nell'omnibus Riddle of Stars, Doubleday, 1979. La prima edizione italiana apparve nell'analogo omnibus Il signore degli enigmi, trad. Gianluigi Zuddas, Fantacollana 69, Editrice Nord, 1986.
1. Il Maestro degli Enigmi di Hed (The Riddle-Master of Hed), Atheneum, 1976.
2. Erede del mare e del fuoco (Heir of Sea and Fire), Atheneum, 1977.
3. Arpista nel vento (Harpist in the Wind), Futura, 1979.

### Kyreol
La dilogia è stata riunita per la prima volta nell'omnibus Moon-Flash, Firebird, 2005.
1. Moon-Flash, Atheneum, 1984
2. The Moon and the Face, Atheneum, 1985

### Cygnet
La dilogia è stata riunita per la prima volta nell'omnibus Cygnet, Ace Books, 2007.
1. The Sorceress and the Cygnet, Ace Books, 1991.
2. The Cygnet and the Firebird, Ace Books, 1993.

### Brian Froud's Faerielands
Dilogia di romanzi illustrati da Brian Froud e composti congiuntamente da Patricia A. McKillip e Charles de Lindt.
1. The Wild Wood, Bantam Spectra, 1994. Composto da de Lindt.
2. Something Rich and Strange, Bantam Spectra, 1994. Composto da McKillip.

### Winter Rose
1. Winter Rose, Ace Books, 1996.
2. Solstice Wood, Ace Books, 2006.

### Romanzi autoconclusivi
Sono elencati sia i romanzi veri e propri (novel) sia i romanzi brevi (novella).
- The Throne of the Erril of Sherill, Atheneum, 1973.
- The House on Parchment Street, Atheneum, 1973.
- La Maga di Eld (The Forgotten Beasts of Eld), Atheneum, 1974. Trad. Riccardo Valla, Urania Fantasy 1ª serie n. 8, Arnoldo Mondadori Editore, 24 Aprile 1989.
- The Night Gift, Atheneum, Atheneum, 1976.
- Stepping From the Shadows, Atheneum, 1982.
- Voci dal nulla (Fool's Run), Warner Books, 1987. Trad. Gaetano Staffilano, Urania 1073, Arnoldo Mondadori Editore, 24 Aprile 1988.
- Una culla in fondo al mare (The Changeling Sea), Atheneum / Macmillan, 1988. Trad. Ilva Tron, Gaia Junior 18, Arnoldo Mondadori Editore, 1991.
- The Book of Atrix Wolfe, Ace Books, 1995.
- Song For The Basilisk, Ace Books, 1998.
- The Tower at Stony Wood, Ace Books, 2000.
- La città di luce e d'ombra (Ombria In Shadow), Ace Books, 2002. Trad. Gianluigi Zuddas, Fantacollana 199, Editrice Nord, 2005.
- In the Forests of Serre, Ace Books, 2003.
- The Gorgon in the Cupboard, nell'antologia To Weave a Web of Magic, Berkely Books, 2004.
- Alphabet of Thorn, Ace Books, 2004.
- Od Magic, Ace Books, 2005.
- Knight of the Well, nell'antologia A Book of Wizards, a cura di Marvin Kaye, Science Fiction Book Club, 2008.
- The Bell at Sealey Head, Ace Books, 2008.
- The Bards of Bone Plain, Ace Books, 2010.
- Kingfisher, Ace Books, 2016.

### Raccolte di racconti
- The Throme of the Erril of Sherill, MagicQuest 1, Tempo Books, 1973. Comprende il romanzo breve eponimo e un racconto.
- Harrowing the Dragon, Ace Books, 2005. Comprende quindici racconti.
- Wonders of the Invisible World, Tachyon Publications, 2012. Comprende il romanzo breve Knight of the Well, quindici racconti, una prefazione di Charles de Lint e una postfazione di McKillip.
- Dreams of Distant Shores, Tachyon Publications, 2016. Comprende i due romanzi brevi Something Rich and Strange (afferente alla dilogia delle Faerielands) e The Gorgon in the Cupboard, sei racconti, e una postfazione di Peter S. Beagle.

## Riconoscimenti e premi
Si elencano solo le vittorie e non anche le candidature.
- 1975 Premio World Fantasy per il miglior romanzo a La Maga di Eld (The Forgotten Beasts of Eld).
- 1980 Premio Locus per il miglior romanzo fantasy ad Arpista nel vento (Harpist in the Wind).
- 1985 Premio Balrog per il miglior racconto breve a "A Troll and Two Roses".
- 1995 Premio Mythopoeic Fantasy per la letteratura per adulti a Something Rich and Strange.
- 2003 Premio Mythopoeic Fantasy per la letteratura per adulti a La città di luce e d'ombra (Ombria In Shadow).
- 2003 Premio World Fantasy per il miglior romanzo a La città di luce e d'ombra (Ombria In Shadow).
- 2007 Premio Mythopoeic Fantasy per la letteratura per adulti a Solstice Wood.
- 2008 Premio World Fantasy alla carriera conferito dalla World Fantasy Convention.[2]
- 2017 Premio Endeavour a Dreams of Distant Shores.
- 2017 Premio Mythopoeic Fantasy per la letteratura per adulti a Kingfisher.